# Phylloptera insularis
Phylloptera insularis är en insektsart som först beskrevs av Bruner, L. 1915.  Phylloptera insularis ingår i släktet Phylloptera och familjen vårtbitare. Inga underarter finns listade i Catalogue of Life.